# Mordella graphiptera
Mordella graphiptera es una especie de coleóptero de la familia Mordellidae.

## Distribución geográfica
Habita en el oeste de Australia.